# 美国空军国家博物馆

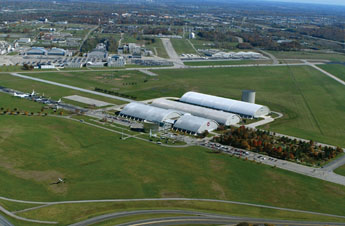
博物馆

美国空军国家博物馆（英語：National Museum of the United States Air Force），是美国空军官方认定的美空军博物馆，位于美国俄亥俄州西南部的代顿东北部的莱特-帕特森空军基地6英里（9.7） 。NMUSAF（该博物馆英文简称）为世界上规模最大的航空博物馆之一，包括360余架各式飞机和各类导弹的展览。博物馆每年吸引着超过130万的游客，使它成为了俄亥俄州访问最频繁的旅游景点之一。

## 其他空军博物馆（美国）
参见：美国空军博物馆列表

## 另请参阅
- 在英国的美国航空博物馆
- 加拿大武装部队空军博物馆
- 强大的第八空军博物馆
- 海军陆战队国家博物馆
- 海军航空国家博物馆
- 美國國家陸軍博物館
- 美國國家海軍博物館
- 英國國家陸軍博物館
- 八度沙努特航空航天博物馆
- 马里兰州帕塔克森特河海军航空博物馆
- 美国空军纪念碑
- 太平洋战争国家历史公园
- 自由之翼航空博物馆

相关列表
- 航空航天博物馆列表